# W Jezioranach

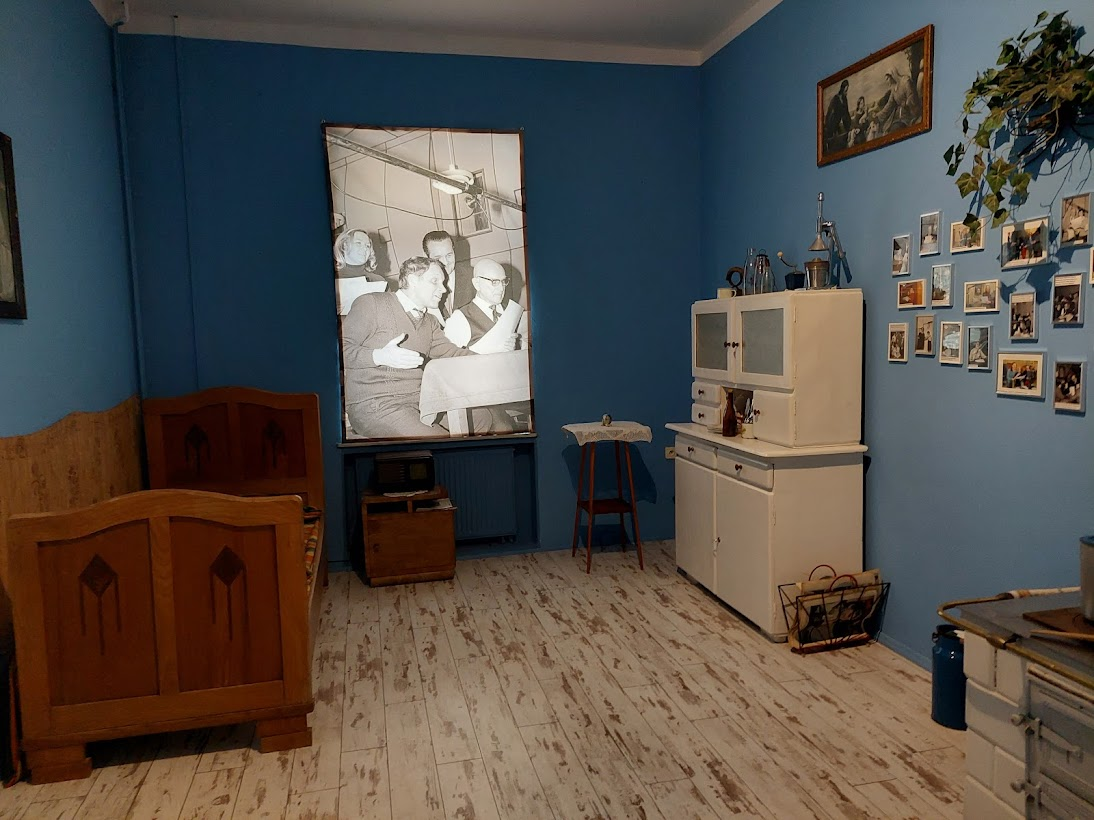
Wystawa w Muzeum Teatru Polskiego Radia poświęcona słuchowisku, mieszcząca się w pokoju wystylizowanym na kuchnię wiejską z lat 60. XX wieku

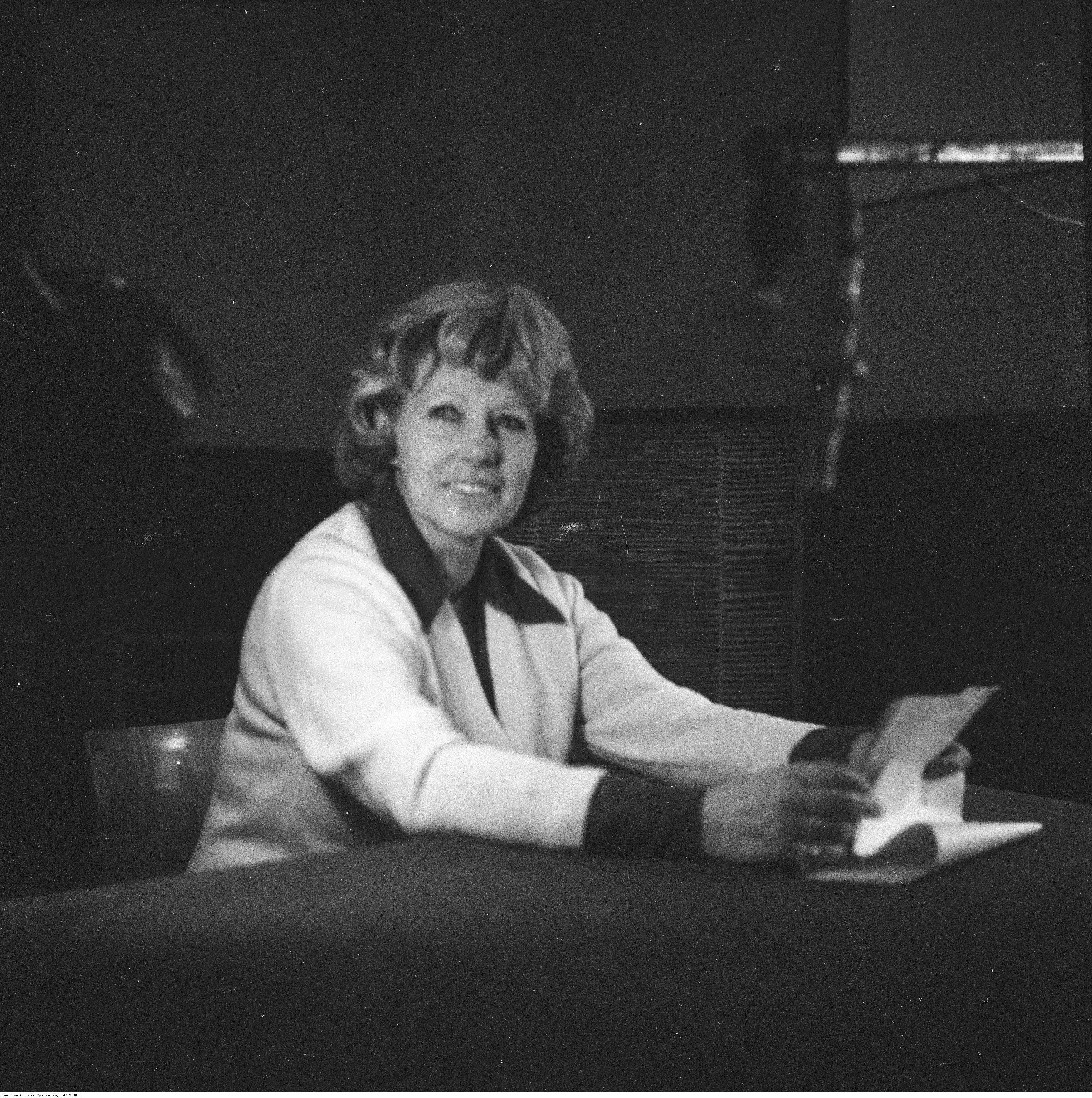
Halina Głuszkówna podczas nagrania odcinka w 1975 roku

W Jezioranach – cykliczne słuchowisko radiowe nadawane od 1960 roku przez pierwszy program Polskiego Radia. Cotygodniowa audycja przygotowywana przez Teatr Polskiego Radia opowiada historię wielopokoleniowej rodziny Jabłońskich zamieszkałej w fikcyjnej wsi Jeziorany niedaleko Puław, a także ich otoczenia społecznego: rolników, wiejskich lekarzy, nauczycieli i strażaków.
Pomyślane jako wiejski odpowiednik skierowanych do miejskiego odbiorcy Matysiaków, słuchowisko zarówno opisuje, jak i kształtuje życie mieszkańców polskich wsi. Autorzy za pomocą historii bohaterów opisują zmiany społeczne, gospodarcze i mentalne wśród polskiej ludności wiejskiej, ale także przemycają w ich losach wiedzę praktyczną o nowych metodach uprawy czy sposobach uzyskiwania dofinansowania. Powieść radiowa pozostaje najczęściej słuchaną audycją literacką Polskiego Radia. 7 kwietnia 2019 roku został wyemitowany 3000. odcinek powieści.
Na przestrzeni lat swoich głosów postaciom mieszkańców Jezioran użyczyło wielu spośród najpopularniejszych polskich aktorów radiowych, teatralnych i filmowych, m.in. Zygmunt Kęstowicz, Kazimierz Opaliński, Janusz Paluszkiewicz, Artur Barciś, Teresa Lipowska, Franciszek Pieczka, Danuta Stenka, Henryk Talar i Grzegorz Wons.

## Historia
Pomysłodawcą serialu był ówczesny prezes Radiokomitetu Włodzimierz Sokorski. Zgodnie z założeniami powieść radiowa miała wychowywać rolników, szerzyć wiedzę o wsi wśród mieszkańców miast i promować nowe metody upraw i działalność Państwowych Gospodarstw Rolnych.
Pierwszy półgodzinny odcinek „radiopowieści” nagrano 20 maja 1960, a do emisji trafił dziewięć dni później. Autorami scenariusza byli Zofia Posmysz-Piasecka i Władysław Milczarek, a reżyserem Bronisław Dardziński. Obsadę pierwszego odcinka stanowili Janusz Paluszkiewicz w roli wiejskiego listonosza i narratora powieści, Kazimierz Opaliński w roli nestora rodu Jabłońskich, a także Maria Żabczyńska, Zygmunt Kęstowicz, Bogumił Kłodkowski, Hanna Stankówna, Maria Paluszkiewicz i czternastoletni podówczas Piotr Fronczewski.
Już po pierwszych odcinkach serial zyskał olbrzymią popularność wśród radiosłuchaczy. Niemal od początku nadawania audycji była ona bardziej popularna wśród kobiet (słuchało jej 25,4% radiosłuchaczek i 17,6% radiosłuchaczy), ludności wiejskiej i słabiej wykształconej. We wczesnych latach 60. jako ulubiony program radiowy wskazywało ją 20,9% Polaków. Dekadę później serial nadal był jedną z najpopularniejszych audycji radiowych w kraju. We wczesnych latach 70. grupa słuchaczy serialu posłużyła do jednych z pierwszych w Polsce badań socjologicznych wpływu audycji radiowych na publiczność.
Od 1961 przez kilkanaście lat listę dialogową kolejnych odcinków drukowano na łamach Dziennika Ludowego. Gazeta ta również prowadziła rubrykę polemiczną pod nazwą Klub Jezioran, a także rozwijała Kluby Przyjaciół Jezioran w wielu wsiach i miasteczkach Polski. Po każdej emisji programu odczytywano na antenie wybrane listy od słuchaczy opisujące ich przeżycia, życiowe historie i problemy, ale też zawierające propozycje matrymonialne wobec fikcyjnych kawalerów; podobnych listów przychodziły „do rodziny Jabłońskich” setki, w sumie – kilkadziesiąt tysięcy.
Serial emitowany był bez przerwy od 29 maja 1960 roku przez dwie dekady, do grudnia 1981, kiedy to po wprowadzeniu w Polsce stanu wojennego autorzy i obsada zadecydowali o zaprzestaniu nagrywania nowych odcinków. Jeziorany powróciły na antenę Polskiego Radia w maju 1983.
Współcześnie W Jezioranach pozostaje najczęściej słuchaną audycją literacką Polskiego Radia, incydentalnie słucha jej przeszło 2,5 miliona osób, a regularnie – blisko 2 miliony. Audycja jest również wysoko oceniana przez słuchaczy.
Na przestrzeni lat autorzy kolejnych odcinków starali się przemycać wśród wątków typowo obyczajowych także informacje praktyczne, jak wiedzę o nowych metodach rolniczych czy rządowych planach restrukturyzacji rolnictwa. Ze względu na tematykę i format, słuchowisko bywa przyrównywane do starszego o dekadę brytyjskiego serialu radiowego The Archers nadawanego przez BBC, a także do Nad Niemnem Elizy Orzeszkowej. Jako trwały element polskiej kultury audycja trafiła także do podręczników nauki języka polskiego dla obcokrajowców.

## Tematyka, czas i miejsce akcji
Akcja powieści radiowej toczy się w tytułowych Jezioranach, fikcyjnej wsi w okolicy Puław w województwie lubelskim. Większość odcinków ma miejsce w teraźniejszości, dzięki czemu scenarzyści mogą wplatać w nią nawiązania do rzeczywistych wydarzeń. Do lat 70. bohaterowie zajmowali się m.in. budową szkoły, remizy, zakładaniem Klubu Rolnika czy sadzeniem tysiąca drzew na Tysiąclecie Państwa Polskiego. W okresie tzw. pierwszej Solidarności postaci wspominały m.in. o strajkach, postulatach reform i demokratyzacji. W ostatnim odcinku przed wprowadzeniem stanu wojennego bohaterowie zastanawiali się m.in., czy nauczyciele powinni mieć prawo do strajku. Obecnie także powieściowy świat wzorowany jest na rzeczywistej Polsce. Z tego względu program bywał oskarżany m.in. o wspieranie samorządowców Polskiego Stronnictwa Ludowego.

## Twórcy słuchowiska
Podobnie jak Matysiakowie, serial utrzymany jest w konwencji ultrarealistycznej: odcinki zaczynają się bez czołówki (niekiedy któraś postać bądź lektor radiowy „zaprasza do wysłuchania odcinka numer....”), a współcześnie (2018 r.) końcówka zawiera informacje o twórcach i aktorach tworzących dany epizod.
Pierwszym reżyserem był Bronisław Dardziński, po nim słuchowisko reżyserowali Wiesław Opałek (około 1975 r.), Wojciech Maciejewski i Andrzej Pruski. Od 1994 r. reżyserem pozostaje Jan Warenycia, kierownik literacki Teatru Polskiego Radia. Realizatorami byli kolejno: Jerzy Jeżewski, Andrzej Pruski, Wojciech Truszczyński, Maria Olszewska, Agnieszka Szczepańczyk, a obecnie audycję realizuje Paweł Szaliński.
Na przestrzeni lat zmieniali się również scenarzyści serialu. Obecnie autorami większości odcinków są Andrzej Mularczyk, Teresa Lubkiewicz-Urbanowicz i Marek Ławrynowicz, w przeszłości autorami list dialogowych bywali również Zofia Posmysz-Piasecka (zmarła 8 sierpnia 2022 r.), Władysław Milczarek i Andrzej Bartosz.

## Obsada aktorska i postaci
W przeciwieństwie do wielu seriali telewizyjnych, aktorzy użyczający swoich głosów postaciom W Jezioranach nie są etatowymi pracownikami radia i pracują nad nagraniami najwyżej kilka dni w miesiącu. Wielu z nich pracuje nad innymi projektami teatralnymi i filmowymi, co często owocuje problemami z ich dostępnością. Na przykład Danuta Stenka od 1991 wcielająca się w postać Joli Jabłońskiej przez dłuższy czas nagrywała swoje kwestie osobno, w chwilach wolnych od dni zdjęciowych na planach filmów, a dopiero na koniec jej głos był dogrywany do pozostałych.
W radiopowieści obowiązuje zasada, że śmierć lub odejście aktora grającego którąś z postaci jest równoznaczne ze śmiercią samej postaci. Przykładowo gdy Andrzej Zaorski nie zdecydował się na powrót do obsady Jezioran po stanie wojennym, grana przez niego postać Bolka Jabłońskiego zginęła w wypadku samochodowym. Podobnie stało się z postaciami granymi przez zmarłych Tadeusza Bartosika i Kazimierza Opalińskiego.
Do 2009 roku przed mikrofonem wystąpiło blisko 200 aktorów.

### Dawna obsada
- Włodzimierz Bednarski (Franek Potapczuk, aktor zmarł w 2020 roku)
- Bogusz Bilewski (doktor Ragólski, aktor zmarł w 1995 roku)
- Lucjan Dytrych (Władysław Borek)
- Marek Frąckowiak (Wiesław "Wiesiek" Sroka, aktor zmarł w 2017 roku)
- Maria Garbowska (Teresa Borkowa)
- Halina Głuszkówna (Wanda Janiakówna-Repetowska), aktorka zmarła w 2012 roku)
- Zygmunt Kęstowicz (od 1960 do 2007 Stefan Jabłoński – najstarszy syn Anieli i Stanisława Jabłońskich, brat Janki i Edka, mąż Ireny, ojciec Adama i Justyny, dziadek Pauliny, Mateusza, Agnieszki i Bartka, aktor zmarł w 2007 roku)
- Bogumił Kłodkowski (Edek Jabłoński, 1960–2006)
- Janusz Kłosiński (stryj Józef Jabłoński, do śmierci w 2017 roku)
- Krzysztof Kołbasiuk (Zbigniew Półtorak, aktor zmarł w 2006)
- Gustaw Lutkiewicz (Polikarp Lepieszko, aktor zmarł w 2017)
- Wanda Majerówna (Irena Jabłońska, 1960–2004)
- Jan Matyjaszkiewicz (Henio Wilczewski, aktor zmarł w 2015 roku)
- Elżbieta Nowosąd (Krysia Borkówna)
- Kazimierz Opaliński (dziadek Mateusz, do śmierci w 1979)
- Janusz Paluszkiewicz (Wiktor Kania)
- Franciszek Pieczka (Wojciaszek Pawlacz, aktor zmarł w 2022 roku)
- Hanna Stankówna (Janka, siostra Stefana i Edka, aktorka zmarła w 2020 roku)
- Stefan Śródka (Janiak; ojciec Wandy)
- Elżbieta Wieczorkowska (Janiakowa, matka Wandy)
- Alicja Wolska (Kamila Kamińska)
- Maria Żabczyńska (Aniela Jabłońska)
- Andrzej Zaorski (Edek Jabłoński, od 2006, brat Stefana; w 1975 grał jeszcze Bolka Jabłońskiego, aktor zmarł w 2021 roku)
- Stanisław Brudny (Teofil Skorupa, aktor zmarł w 2025 roku)

### Obecnie
Postacie wytłuszczone pojawiają się w internetowym plebiscycie na ulubionego bohatera powieści, organizowanego przez redakcję słuchowiska.
- Artur Barciś (Zenek Kajfasz, mąż Justki)
- Marta Chodorowska (Agata Czuba)
- Katarzyna Dąbrowska (Barbara Rutka, dawna wójt gminy)
- Elżbieta Gaertner (Irena Jabłońska, od 2004, żona Stefana)
- Zuzanna Galia (Agnieszka Kajfasz, córka Justyny i Zenka Kajfaszów)
- Wiktoria Gorodeckaja (żona Wieśka, córka Dzidki Zarczyńskiej)
- Magdalena Homanowska (Tusia Wilczewska)
- Joanna Kacperska (Baśka Boczkowska)
- Ewa Kania (Magda Żarczyńska)
- Elżbieta Kmiecińska (Lilka Pawlaczowa, żona Zygi)
- Justyna Kulczycka (Zosia Tetera)
- Cezary Kwieciński (Adam Jabłoński, syn Stefana i Ireny)
- Monika Lecińska (Marysia Jabłońska, córka Edka)
- Teresa Lipowska (Stanisława Dobrowolska-Lepieszko)
- Katarzyna Miernicka (Wiktoria Repetowska, od 1987)
- Katarzyna Paliwoda (Izaura Pawlacz, córka Zygi i Lilki)
- Marcin Pawłowski (Stasiek Jabłoński, syn Edka)
- Ewa Serwa (Justyna „Justka” Kajfaszowa, córka Stefana i Ireny, żona Zenka Kajfasza)
- Joanna Sobieska (Marta Półtorak, z domu Ragólska)
- Danuta Stenka (Jola Jabłońska, ur. 1961, żona Adama)
- Henryk Talar (Janusz Tetera)
- Grzegorz Wons (Zyga Pawlacz, syn Wojciaszka - w wyborach samorządowych w 2018r. wybrany na stanowisko wójta)
- Beata Ziejka (Dzidka Żarczyńska)